# Caprino Bergamasco
Caprino Bergamasco – miejscowość i gmina we Włoszech, w regionie Lombardia, w prowincji Bergamo.
Według danych na styczeń 2009 gminę zamieszkiwało 3121 osób przy gęstości zaludnienia 362,9 os./1 km².